# Linh hồn báo thù (phim)
Linh hồn báo thù (tựa gốc: Deliver Us from Evil) là một phim kinh dị siêu nhiên của Mỹ năm 2014 do Scott Derrickson đạo diễn và Jerry Bruckheimer sản xuất. Phim chính thức dựa trên tiểu thuyết phi hư cấu năm 2001 có tựa đề Beware the Night của Ralph Sarchie và Lisa Collier Cool. Phim có sự tham gia của Eric Bana, Édgar Ramírez, Sean Harris, Olivia Munn và Joel McHale.